# Kočičí oko (mlhovina)
Mlhovina Kočičí oko (NGC 6543, také známá jako Caldwell 6) je planetární mlhovina v souhvězdí Draka. Z hlediska struktury je to jedna z nejsložitějších známých mlhovin. Ve vysokém rozlišení Hubbleova vesmírného dalekohledu v ní lze pozorovat nevšední struktury – chomáče, výtrysky, vlákna a „obloukové rysy“.
Mlhovinu objevil 15. února 1786 William Herschel. Roku 1864 se díky práci amatérského astronoma Williama Hugginse stala první planetární mlhovinou s prozkoumaným spektrem.
Moderní studie narazily na několik tajemství. Komplikovanost struktury může být způsobena částečně materiálem vyvrhovaným z binární centrální hvězdy, i když dosud neexistuje žádný přímý důkaz, že by centrální hvězda měla průvodce. Snaha zjistit relativní zastoupení chemických prvků narazila na velký nesoulad mezi výsledky dvou odlišných metod měření, příčina však není jasná.

## Obecné informace
NGC 6543 je velmi dobře prostudovaná planetární mlhovina. Její zdánlivá jasnost je 8,1 magnitudy (zkr. mag) a má rovněž vysokou plošnou jasnost. Nachází se v rektascenzi 17h 58,6m a deklinaci +66°38'. Díky vysoké deklinaci je snadno pozorovatelná ze severní polokoule, na které se z historických důvodů nachází více velkých dalekohledů. NGC 6543 se nachází téměř přesně ve směru severního pólu ekliptiky.
Zatímco světlá vnitřní mlhovina je dost malá, pouze 20 úhlových vteřin, její halo, které mateřská hvězda vyvrhla během fáze rudého obra, je poměrně rozsáhlé. Toto halo dosahuje v průměru asi 386 úhlových vteřin (6,4 úhlových minut). Nejjasnější část hala západně od středu objevil Edward Emerson Barnard 24. dubna 1900 a dostala označení IC 4677.
Pozorování ukazují, že hlavní masa mlhoviny má hustotu asi 5 000 částic/cm³ a teplotu asi 8 000 K.
Vnější halo má o něco vyšší teplotu asi 15 000 K a je mnohem řidší.
Centrální hvězda NGC 6543 je typu O s teplotou přibližně 80 000 K. Je asi 10 000× zářivější než Slunce a její průměr činí 0,65 průměru slunečního kotouče. Spektroskopická analýza ukazuje, že hvězda ztrácí hmotu hvězdným větrem o rychlosti kolem 3.2×10−7 M☉ za rok, což je zhruba 20 biliónů tun za sekundu. Rychlost tohoto větru je přibližně 1 900 km/s. Výpočty nasvědčují tomu, že centrální hvězda nyní váží něco přes jednu sluneční hmotnost, teoretické modely vývoje předpokládají její počáteční hmotnost asi 5 slunečních hmotností.

## Pozorování

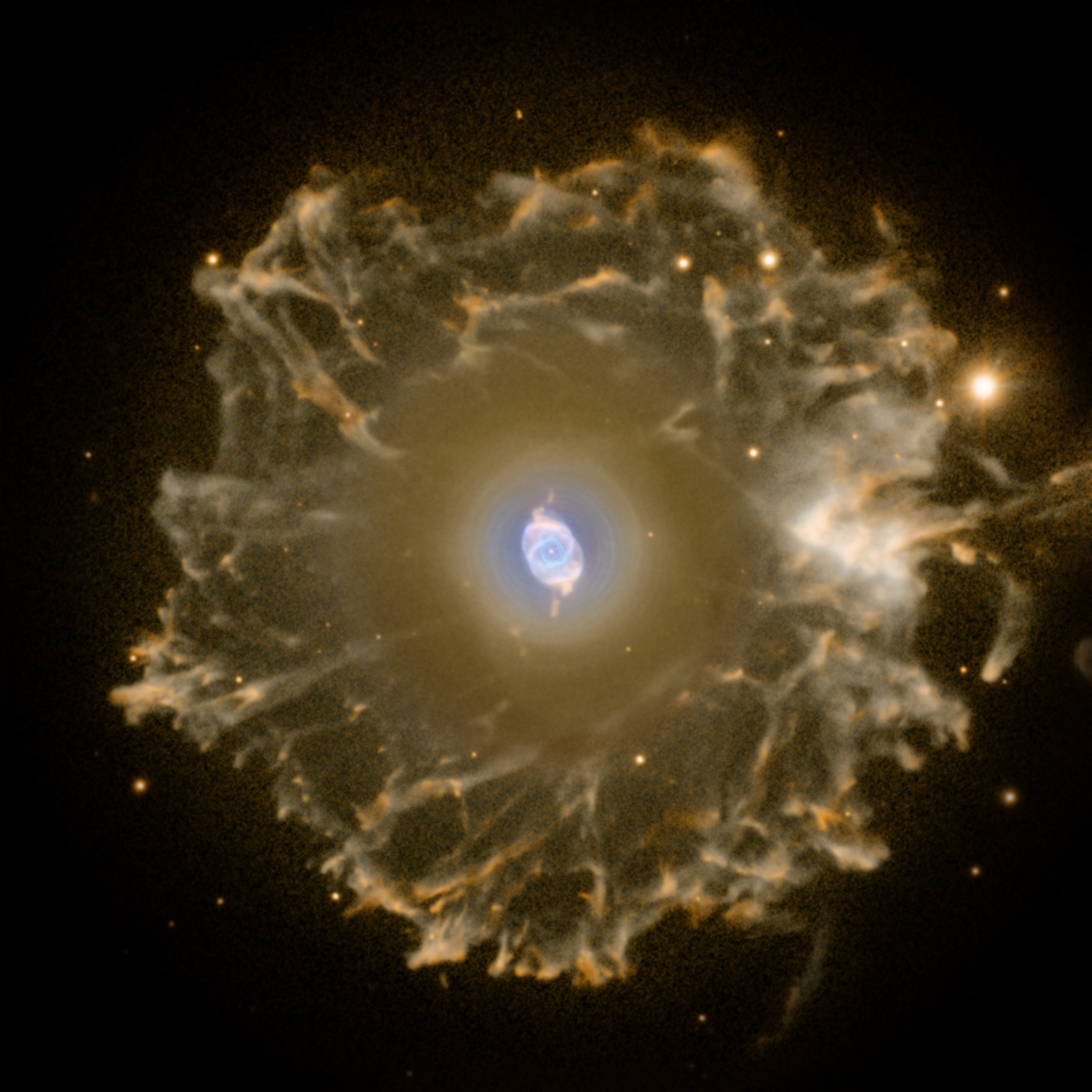
Snímek hala obklopujícího mlhovinu Kočičí oko

Mlhovinu objevil 15. února 1786 William Herschel a v roce 1864 se stala, díky Williamu Hugginsovi, první planetární mlhovinou pozorovanou spektroskopem. Hugginsova pozorování poprvé naznačila, že se planetární mlhoviny skládají z extrémně zředěných plynů. Od té doby byla NGC 6543 pozorována ve všech částech elektromagnetického spektra.

### Infračervená pozorování
Pozorování NGC 6543 v infračerveném záření odhalilo přítomnost hvězdného prachu o nízkých teplotách. Věří se, že prach vznikl během posledních fází předchozího života hvězdy. Absorbuje světlo centrální hvězdy a znovu jej vyzařuje na infračervených délkách. Ze spektra jeho infračervených emisí vyplývá, že teplota prachu je asi 70 K.
Infračervené emise odhalily také přítomnost neionizovaného materiálu, jako je např. molekulární vodík (H2). V mnoha planetárních mlhovinách jsou molekulární emise rozsáhlejší ve větších vzdálenostech od hvězdy, kde je více materiálu v neionizovaném stavu, ale molekulární vodík u NGC 6543 se zdá být jasný až ve vnitřním okraji jejího vnějšího hala. To může být způsobeno rázovými vlnami, které vznikají při srážce molekul H2 vyvrhovaných různými rychlostmi.

### Optická a ultrafialová pozorování
NGC 6543 byla široce pozorována v ultrafialových a optických vlnových délkách. Spektroskopická pozorování na těchto délkách se používají k řadě výpočtů, zatímco snímky v těchto délkách slouží k odhalování komplikované struktury mlhoviny.
Zde zobrazený snímek z Hubbleova vesmírného dalekohledu je ve falešných barvách, konstruovaný k odlišení oblastí s vysokou a nízkou ionizací. Vznikl ze třech fotografií s filtry izolující světlo emitované jednou ionizovaným vodíkem na 656,3 nm, jednou ionizovaným dusíkem na 658,4 nm a dvakrát ionizovaným kyslíkem na 500,7 nm. Snímky byly v uvedeném pořadí kombinovány jako červený, zelený a modrý kanál, ačkoliv jejich pravé barvy byly červená, červená a zelená. Výsledný obrázek odhalil dvě „čepice“ méně ionizovaného materiálu na okrajích mlhoviny.

### Pozorování vrentgenovém oboru

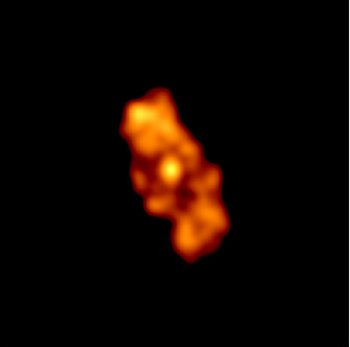
Rentgenový snímek mlhoviny

Poslední pozorování v rentgenových délkách z Rentgenové observatoře Chandra ukázalo uvnitř NGC 6543 přítomnost extrémně horkého plynu. Obrázek na začátku tohoto článku je kombinací optických snímků z Hubbleova vesmírného dalekohledu s rentgenovými snímky z Chandry. Má se zato, že velmi horký plyn pochází z prudkých interakcí rychlého hvězdného větru s materiálem vyvrženým již dříve. Tyto interakce vyfoukly vnitřní bublinu mlhoviny.
Pozorování Chandry odkrylo také bodový zdroj na místě centrální hvězdy. Neočekávalo se, že hvězda bude silným zdrojem rentgenového záření, takže jeho přítomnost je záhadou. Může naznačovat výskyt vysoce zahřátého akrečního disku uvnitř binárního hvězdného systému.

## Vzdálenost
Dlouhotrvajícím problémem studia planetárních mlhovin je, že jejich vzdálenost není obvykle dobře známa. Mnoho metod pro odhad vzdáleností planetárních mlhovin závisí na vytváření obecných předpokladů, což může být pro uvažovaný objekt velmi nepřesné.
V posledních letech však pozorování učiněná Hubbleovým vesmírným dalekohledem umožnily novou metodu určování vzdáleností. Všechny planetární mlhoviny expandují a průběžné pozorování po několik let spolu s dost vysokým úhlovým rozlišením umožňuje zjistit růst mlhoviny na pozadí oblohy. Je typicky velmi malý – jen několik úhlových milivteřin za rok nebo méně. Spektroskopickým pozorováním lze získat rychlost expanze mlhoviny podél směru pohledu užitím Dopplerova posuvu. Poté lze porovnáním úhlové expanze proti známé expanzní rychlosti dopočítat vzdálenost mlhoviny.
Pozorování NGC 6543 pomocí Hubbleova vesmírného dalekohledu za několik posledních let bylo použito pro určení vzdálenosti mlhoviny. Její úhlová expanzní rychlost je přibližně 10 úhlových milivteřin za rok, zatímco její expanzní rychlost podél úhlu pohledu je 16,4 km/s. Z těchto dvou výsledků vyplývá, že NGC 6543 je vzdálena od Země asi 1000 parseků (3×1019 m).

## Věk
Úhlovou expanzi mlhoviny lze využít také k odhadu jejího stáří. Pokud expanduje konstantní rychlostí, pak naplnit průměr 20 úhlových vteřin rychlostí 10 úhlových milivteřin za rok by mělo zabrat asi 1 000 let. To lze považovat za horní odhad jejího věku, protože vyvržený materiál musel být zpomalován ve chvíli, kdy se střetával s materiálem vyvrženým v dřívějších stádiích vývoje hvězdy nebo s mezihvězdnou hmotou.

## Složení

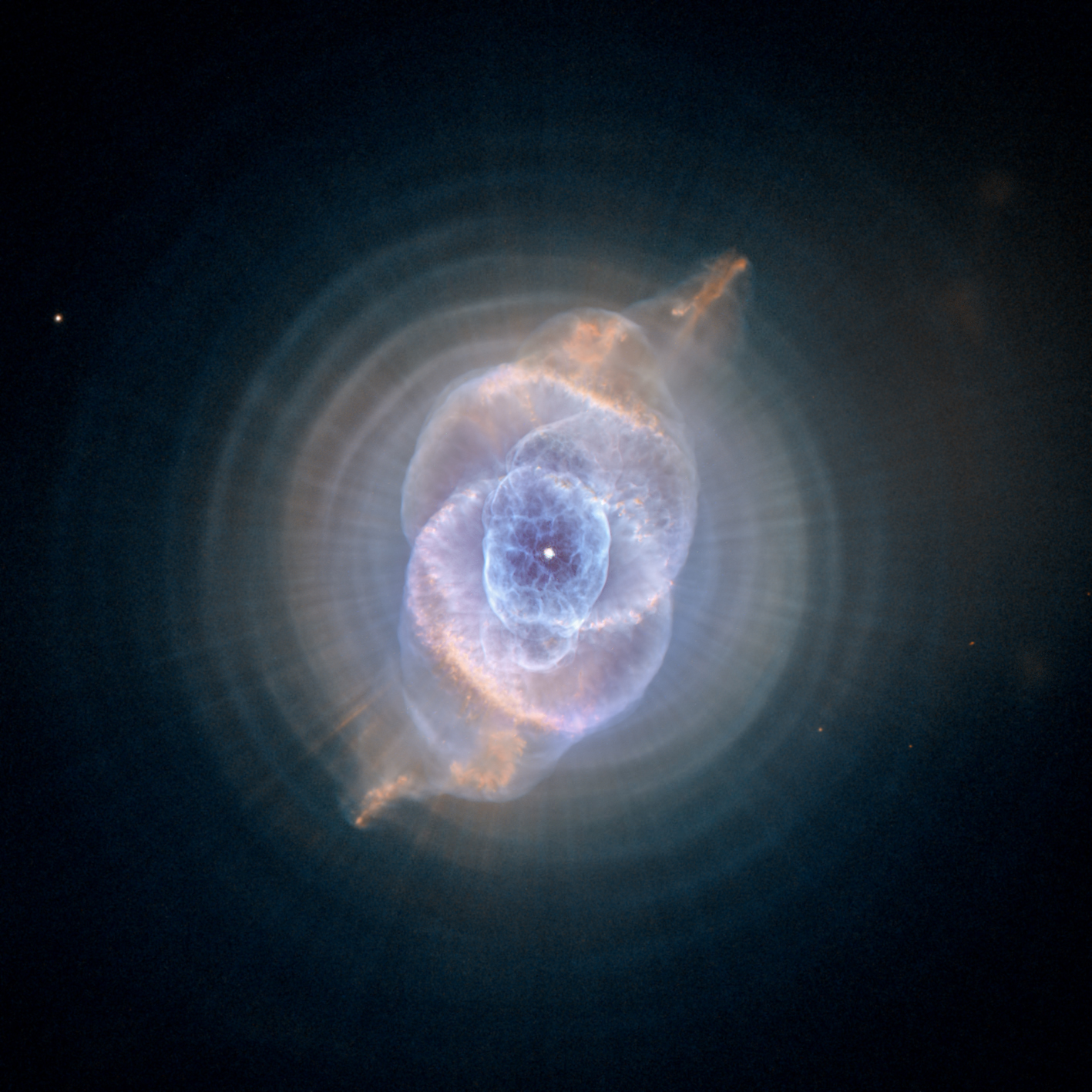
Tento snímek je zpracován tak, aby na něm byly podrobně vidět soustředné kruhy obklopující hlavní část mlhoviny. Ukazuje také dlouhé útvary, což jsou pravděpodobně výtrysky z ústřední dvojhvězdy

NGC 6543 je, stejně jako většina astronomických objektů, složena většinou z vodíku a hélia s příměsí těžších prvků v malých množstvích. Přesné složení lze zjistit spektroskopickými studiemi. Množství se obecně vyjadřuje relativně vzhledem k vodíku, nejhojnějšímu prvku.
Různé studie dávají obecně různé hodnoty četnosti jednotlivých prvků. Je to často proto, že spektrografy připojené k dalekohledu nedostaly všechno světlo z pozorovaných objektů, ale získávaly ho z výřezu nebo malé apertury. Různá pozorování tedy často vzorkovala různé části mlhoviny.
Obecně však výsledky široce potvrzují, že relativní zastoupení vzhledem k vodíku je pro NGC 543 u hélia asi 0,12, a u uhlíku i dusíku 3×10−4. U planetární mlhoviny jde o zcela typické hodnoty – zastoupení uhlíku, dusíku a kyslíku je vesměs větší než u Slunce, díky procesům nukleosyntézy obohacujícím atmosféru hvězdy těžšími prvky dříve, než je odvržena do planetární mlhoviny.
Hlubší spektroskopická analýza NGC 6543 naznačuje, že mlhovina obsahuje malé množství materiálu, který je velmi vysoce obohacen těžkými prvky, což bude dále rozebíráno.

## Kinematika a morfologie
NGC 6543 je strukturou velmi složitá mlhovina a mechanismu nebo mechanismům, které daly vzniknout její komplikované morfologii, dosud příliš nerozumíme.
Struktura světlé části mlhoviny je primárně dána interakcí rychlého hvězdného větru emitovaného z centrální hvězdy s materiálem vyvrženým během formování mlhoviny. Při této interakci se emituje rentgenové záření, jak bylo zmíněno výše. Hvězdný vítr „vyfoukl“ vnitřní bublinu mlhoviny a jak se zdá, na obou koncích ji prorazil.
Rovněž se očekává, že centrální hvězda mlhoviny je nejspíš binární hvězdou. Existence akrečního disku vytvořeného přesuny hmoty mezi oběma komponentami takového systému by způsobovala polární výtrysky plazmatu, které by také interagovaly s dříve vyvrženým materiálem. V průběhu času by se směr polárních výtrysků měnil kvůli precesi.
Mimo zářivou vnitřní část mlhoviny je série soustředných prstenců, o kterých se soudí, že byly vyvrženy před formováním planetární mlhoviny, když byla na asymptotické větvi obrů na Hertzsprungově–Russellově diagramu. Tyto prstence jsou velmi stejnoměrně rozloženy, což značí, že mechanismus zodpovědný za jejich vytvoření je vyvrhoval ve velmi pravidelných intervalech s velmi podobnými rychlostmi.
Ještě dále je rozsáhlé slabé halo rozprostírající se ve velkých vzdálenostech od hvězdy. Vznik tohoto hala také předcházel formování hlavní části mlhoviny.

## Otevřené otázky
Navzdory intenzívnímu studiu ukrývá mlhovina Kočičí oko stále mnoho tajemství. Zdá se, že soustředné prstence obklopující vnitřní mlhovinu byly vyvrhovány v intervalech několika stovek let, v časovém rámci, který je dost obtížné vysvětlit. U tepelné pulzace, která především způsobuje vznik planetárních mlhovin, se věří, že má interval desítek tisíc let, zatímco frekvence menších pulzací povrchu se odhadují na roky nebo dekády. Mechanismus, který by mohl vyvrhovat materiál v časových rámcích potřebných ke zformování soustředných prstenců v mlhovině Kočičího oka, dosud není znám.
Spektra planetárních mlhovin se skládají z emisních čar vystupujících ze souvislého spektrálního pozadí. Emisní čáry mohou být způsobeny buďto excitací srážkou iontů v mlhovině, nebo rekombinací elektronů s ionty. Čáry vzniklé excitační srážkou jsou obecně mnohem silnější než rekombinační čáry, takže byly historicky užívány k určování relativních četností. Nicméně poslední studie shledaly relativní četnosti odvozené z rekombinačních čar ve spektru NGC 6543 zhruba třikrát větší než četnosti odvozené z čar vzniklých excitací srážkou. Tento nesoulad je předmětem debat – navrhovaná vysvětlení zahrnují přítomnost materiálu vysoce obohaceného těžkými prvky nebo značné teplotní fluktuace uvnitř mlhoviny.